# Michelin Le Mans Cup
Der Michelin Le Mans Cup, früher GT3 Le Mans Cup, ist eine vom Automobile Club de l’Ouest organisierte Langstreckenrennserie für Le-Mans-Prototypen und Gran Turismos. Die Rennen werden im Rahmen der European Le Mans Series ausgetragen, Ausnahme ist das Road to Le Mans, welches im Vorfeld der 24 Stunden von Le Mans stattfindet.

## Geschichte
Ursprünglich entstand der Le Mans Cup im Jahr 2016 um den damaligen Wegfall der GTC-Kategorie in der European Le Mans Series auszugleichen und war dementsprechend in der ersten Saison lediglich für GT3-Fahrzeuge ausgeschrieben. Im Gegensatz zu vielen vergleichbaren Rennserien gab der Cup zu seinem Debüt Amateurfahren den Vorzug, wobei das Siegerteam eine Einladung für das 24-Stunden-Rennen von Le Mans bekam.

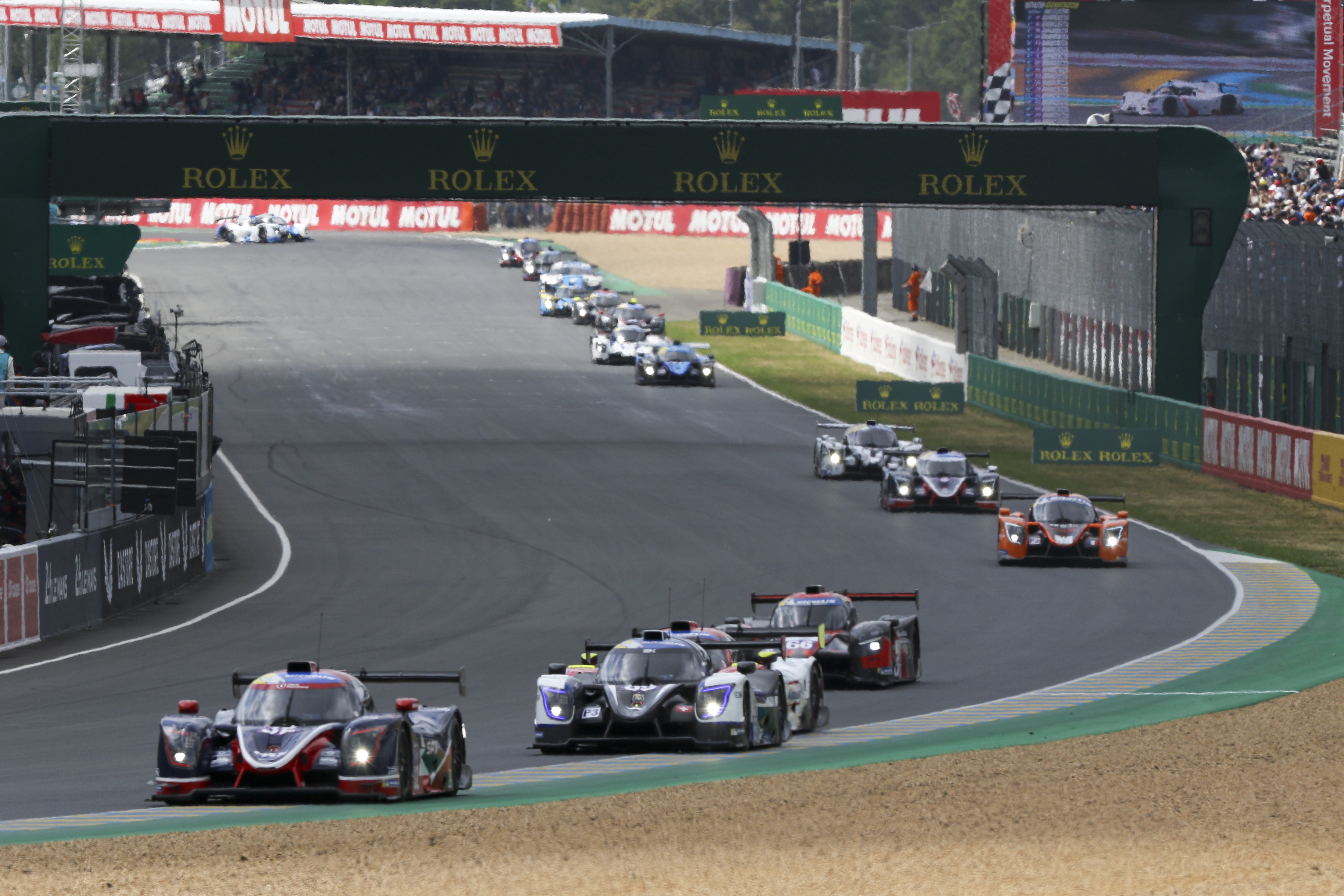
Rennen des Le Mans Cup in Le Mans, 2022.

Mit dem Erfolg der ersten Saison wurde die Rennserie 2017 in Michelin Le Mans Cup umbenannt und öffnete sich der LMP3-Kategorie und umfasste ab dann zwei Fahrzeugklassen, wobei sie für die LMP3-Klasse als Einstieg in die European Le Mans Series fungieren sollte. 20 Wagen traten in diesem Jahr an, wobei das Saisonfinale in Portimão zu einem der knappesten in der Geschichte des Cups in der GT3 wurde: letztendlich sicherte sich das italienische Ebimotors mit lediglich zwei Punkten Vorsprung die Konstrukteursmeisterschaft.
In den Folgejahren wuchsen die Teilnehmerzahlen immer weiter, bis 2020 aufgrund der COVID-19-Pandemie die Rennen lediglich auf europäischen Strecken stattfanden. Ursprünglich fanden die Rennen über zwei Stunden statt, 2022 wurde die Dauer allerdings auf 1 Stunde und 50 Minuten verkürzt, um die Anzahl der Boxenstopps auf einen zu verringern.
Zur Saison 2025 wurde die LMP3-Klasse aufgespalten und mit der Einführung eines neuen Toyota-Motors die Renndauer wieder auf zwei Stunden angehoben.

## Reglement

### Teams
Der Le Mans Cup umfasst drei verschiedene Rennklassen: LMP3, LMP3 Pro/Am und GT3. Alle Rennwagen fahren mit Reifen von Michelin und mit Kraftstoff von TotalEnergies. Pro Wagen treten zwei Fahrer an, wobei, in der LMP3 Pro/Am und der GT3, einer eine Bronze-Einstufung benötigt. Platin-Fahrer sind nicht erlaubt.

### Sportliches Reglement
Ein Rennwochenende beginnt mit zwei freien Trainings, welche 60 Minuten dauern, gefolgt von einem 30-minütigen Training für Bronze-Fahrer. Im darauffolgenden Qualifying gibt es für jede Rennklasse 15 Minuten um die schnellste Rundenzeit zu fahren, anhand derer die Startaufstellung ermittelt wird.
Alle Rennen, außer dem Road to Le Mans und Silverstone (1 Stunde und 50 Minuten), dauern zwei Stunden, wobei jeder Fahrer mindestens 45 Minuten fahren muss. Die Veranstaltung in Le Mans ist in zwei Rennen, zu je einer Stunde unterteilt.

## Rennstrecken
Der Le Mans Cup findet auf verschiedenen europäischen Rennstrecken statt, wobei der Saisonhöhepunkt mit dem Road to Le Mans auf dem Circuit des 24 Heures im Rahmen des prestigeträchtigen 24-Stunden-Rennen stattfindet.
| Strecke                              | 2016 | 2017 | 2018 | 2019 | 2020 | 2021 | 2022 | 2023 | 2024 | 2025 | Gesamt |
| ------------------------------------ | ---- | ---- | ---- | ---- | ---- | ---- | ---- | ---- | ---- | ---- | ------ |
| Circuit des 24 Heures                |      |      |      |      |      |      |      |      |      |      | 10     |
| Circuit Paul Ricard                  |      |      |      |      |      |      |      |      |      |      | 10     |
| Circuit de Spa-Francorchamps         |      |      |      |      |      |      |      |      |      |      | 10     |
| Circuito do Estoril                  |      |      |      |      |      |      |      |      |      |      | 1      |
| Autodromo Enzo e Dino Ferrari        |      |      |      |      |      |      |      |      |      |      | 2      |
| Red Bull Ring                        |      |      |      |      |      |      |      |      |      |      | 3      |
| Autodromo Nazionale di Monza         |      |      |      |      |      |      |      |      |      |      | 6      |
| Autódromo Internacional do Algarve   |      |      |      |      |      |      |      |      |      |      | 9      |
| Circuit de Barcelona-Catalunya       |      |      |      |      |      |      |      |      |      |      | 5      |
| Motorland Aragón                     |      |      |      |      |      |      |      |      |      |      | 1      |
| Autodromo Internazionale del Mugello |      |      |      |      |      |      |      |      |      |      | 1      |
| Silverstone Circuit                  |      |      |      |      |      |      |      |      |      |      | 1      |

## Sieger
| Saison | Fahrermeisterschaft               | Fahrermeisterschaft                | Konstrukteursmeisterschaft | Konstrukteursmeisterschaft |
| Saison | LMP3                              | GT3                                | LMP3                       | GT3                        |
| ------ | --------------------------------- | ---------------------------------- | -------------------------- | -------------------------- |
| 2016   |                                   | Aleksey Basov Viktor Shaytar       |                            | TF Sport                   |
| 2017   | Jean Glorieux Alexander Toril     | Fabio Babini Emanuele Busnelli     | DKR Engineering            | Ebimotors                  |
| 2018   | Jens Petersen Léonard Hoogenboom  | Giacomo Piccini Sergio Pianezzola  | DKR Engineering            | Kessel Racing              |
| 2019   | Laurents Hörr François Kirmann    | Giacomo Piccini Sergio Pianezzola  | DKR Engineering            | Kessel Racing              |
| 2020   | Laurents Hörr                     | Rino Mastronardi                   | DKR Engineering            | Iron Lynx                  |
| 2021   | Anthony Wells Colin Noble         | Nicolas Leutwiler                  | Nielsen Racing             | Iron Lynx                  |
| 2022   | Tom Dillmann Alexander Mattschull | Kasper H. Jensen Dänemark          | Racing Spirit of Léman     | GMB Motorsport             |
| 2023   | Julien Gerbi Gillian Henrion      | Arnold Robin Valentin Hasse-Clot   | Team Virage                | Racing Spirit of Léman     |
| 2024   | David Droux Adrian Chila          | Alessandro Balzan Matt Kurzejewski | Cool Racing                | AF Corse                   |